# NGC 183
NGC 183 è una vasta galassia lenticolare, o ellittica, situata nella costellazione di Andromeda.

## Scoperta
NGC 183 è stata scoperta il 5 novembre 1866 dall'astronomo americano Truman H. Safford.